# Lampisang (Suka Makmur)
Lampisang is een bestuurslaag in het regentschap Aceh Besar van de provincie Atjeh, Indonesië. Lampisang telt 306 inwoners (volkstelling 2010).